# Arthur Jeffrey Dempster
Arthur Jeffrey Dempster (Toronto, 14 de agosto de 1886 – Stuart, Flórida, 11 de março de 1950) foi um físico canadense-estadunidense, mais conhecido por seu trabalho em espectrometria de massa e sua descoberta em 1935 do isótopo do urânio 235U.

## Vida e educação

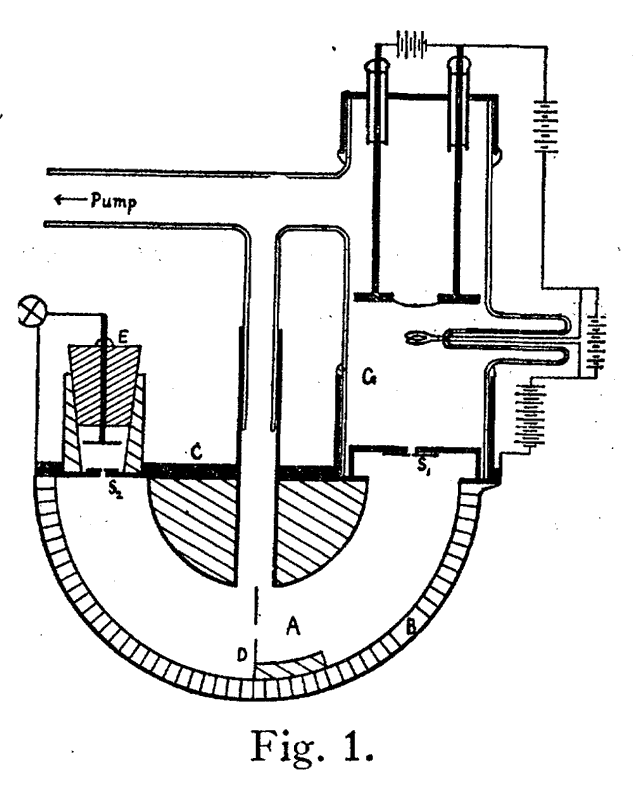
Analisador de massa de setor magnético de 180 graus de Dempster.

Dempster obteve os graus de bacharel e mestre na Universidade de Toronto em 1909 e 1910, respectivamente. Foi estudar na Alemanha, seguindo então na eclosão da Primeira Guerra Mundial para os Estados Unidos, onde obteve um Ph.D. em física na Universidade de Chicago.

## Carreira acadêmica
Dempster foi professor da Faculdade de Física da Universidade de Chicago em 1916, onde permaneceu até morrer em 1950.
Durante a Segunda Guerra Mundial trabalhou no Projeto Manhattan , desenvolvendo as primeiras bombas atômicas.
Em 1946 foi um diretor de divisão do Argonne National Laboratory.

## Pesquisa
Em 1918, Dempster desenvolveu o primeiro espectrômetro de massa moderno, um aparato científico que permite aos físicos identificar compostos pela massa dos elementos em uma amostra e determinar a composição isotópica dos elementos em uma amostra. O espectrômetro de massa de Dempster era mais de 100 vezes mais preciso do que as versões anteriores e estabeleceu a teoria básica e o projeto dos espectrômetros de massa que ainda são usados até hoje. A pesquisa de Dempster ao longo de sua carreira centrou-se no espectrômetro de massa e suas aplicações, levando em 1935 à sua descoberta do isótopo de urânio235  Dempster também era conhecido como uma autoridade em raios positivos.